# Euchorthippus cheui
Euchorthippus cheui är en insektsart som beskrevs av Wei Ying Hsia 1964. Euchorthippus cheui ingår i släktet Euchorthippus och familjen gräshoppor. Inga underarter finns listade i Catalogue of Life.